# Querelle du Cid
Die Querelle du Cid (Februar/März 1637 bis Dezember 1637) ist eine literarische Fehde, die kurz nach der Veröffentlichung der Tragikomödie „Le Cid“ von Pierre Corneille ausbrach.

## Ablauf der Querelle du Cid

### Hintergrund
„Le Cid“ wurde zwischen Dezember 1636 und Januar 1637 im Théâtre du Marais in Paris von der Schauspielertruppe Troupe de Mondory (Mondory, eigentlich Guillaume Des Gilberts, war ein berühmter Schauspieler) uraufgeführt und erzielte einen triumphalen Erfolg. Die Schauspielertruppe profitierte finanziell enorm von dem Publikumserfolg, da sie als einzige „Le Cid“ aufführen durfte (Corneille hatte die Aufführungsrechte dieses Stücks vorab an die Troupe de Mondory verkauft). Nach dem unerwartet großen Erfolg des Stückes verweigerte sie Corneille jedoch eine adäquate Beteiligung an den zusätzlichen Einnahmen. Daraufhin ließ dieser den Text als Buch drucken, was bedeutete, dass nun jede beliebige Schauspielertruppe das Stück aufführen durfte, da die schriftliche Fassung nunmehr frei zugänglich war.
Einige zeitgenössische literarische Autoritäten (doctes und savants genannt, heute würde man Kritiker sagen) waren nach der Lektüre jedoch nicht von der schöpferischen Qualität und Einzigartigkeit von Corneilles Drama überzeugt und äußerten ihre Kritik, was zum Anlass der „Querelle du Cid“ wurde.

### Chronologischer Ablauf
Parallel zur Erscheinung der Tragikomödie in Schriftform veröffentlichte Corneille Ende Februar 1637 das Gedicht „L'Excuse à Ariste“, in dem er sich hochmütig zeigte (Je sais ce que je vaux) und sein besonderes Talent hervorhob, was den eigentlichen Ursprung der Querelle darstellt.
Jean Mairet, ein zeitgenössischer Tragödienautor, der vermutlich neidisch auf den triumphalen Erfolg Corneilles war, nahm im März 1637 die Gelegenheit wahr, Corneille in seinem Übermut zu bremsen und warf ihm vor, „Le Cid“ sei ein Plagiat der spanischen Komödie „Las mocedades del Cid“ (1618) von Guillén de Castro.
Daraufhin veröffentlichte Georges de Scudéry am 1. April 1637 „Les Observations sur le Cid“, wobei er Mairet tatkräftig im Plagiatsvorwurf unterstützte und Corneille außerdem vorwarf, die Prinzipien der „bienséance“ (Schicklichkeit) und der „vraisemblance“ (Wahrscheinlichkeit) sowie die drei Einheiten (des Ortes, der Handlung und der Zeit) missachtet zu haben. Corneille wollte die seiner Meinung nach unbegründeten Vorwürfe nicht auf sich beruhen lassen und wies im „Lettre apologétique“ die Vorwürfe als unberechtigt zurück. Nach dieser Veröffentlichung bat Scudéry die Académie Française, als „Schiedsrichter“ zu fungieren.
Ein Mitglied der Académie Française, Jean Chapelain, kam Scudérys Wunsch nach und veröffentlichte am 20. Dezember 1637 den Text „Les sentiments de l'Académie Française touchant les observations faites sur la tragi-comédie du Cid“, in dem er die Plagiatsvorwürfe entkräftete, jedoch Scudéry zustimmte, dass Corneille die drei Einheiten sowie die „bienséances“ und „vraisemblance“ verletzt habe. Zudem meinte er, Corneille habe seinen Erfolg ebenso seinem Talent wie dem Zufall zu verdanken.
Corneille beschloss nach einigem Zögern nicht zu antworten, Richelieu beendete den Streit.

### Allgemeine Informationen zur „Querelle du Cid“
Scudéry, Mairet, Chapelain und Richelieu waren nicht die einzigen, die sich zu der Tragikomödie geäußert haben, ebenso äußerten sich Claveret, Boisrobert, Balzac und sehr viele weitere anonyme Autoren. Zwischen Januar 1637 und Dezember 1638, also ein Jahr nach dem offiziellen Ende, wurden 34 Texte über „Le Cid“ verfasst, die mit der Zeit immer persönlicher wurden. In Bezug auf die Vorwürfe kann festgestellt werden, dass sie teilweise unberechtigt (in Bezug auf die drei Einheiten) und teilweise diskutabel sind.

### Zur Geschichte der „Querelle“ in Frankreich
Die „Querelle du Cid“ ist nicht die einzige literarische Fehde in der Literaturgeschichte Frankreichs: Die erste war die „Querelle du Roman de la Rose“, den 1399 Christine de Pizan entfachte. Die bekannteste ist die „Querelle des Anciens et des Modernes“ von 1687. 1664 entbrannte eine „querelle“ um Molières Stück Tartuffe. 1713–14 gab es die „Querelle d'Homère“, die von einer Attacke Anne Daciers auf Antoine Houdar de la Motte ausgelöst wurde. Um Victor Hugos Stück Hernani gab es 1830 geradezu eine „Schlacht“, die bataille d'Hernani. Alle diese von jeweils zahlreichen Kombattanten geführten Fehden fanden in Paris statt und waren auch nur hier möglich.